# Рёмерберг (Пфальц)
Рёмерберг (нем. Römerberg) — община в Германии, в земле Рейнланд-Пфальц.
Входит в состав района Рейн-Пфальц. Население составляет 9305 человек (на 31 декабря 2010 года). Занимает площадь 27,86 км².
Коммуна подразделяется на 3 сельских округа.